# Joachim Tietjens
Joachim Tietjens (* 4. August 1852 in Albersdorf; † 11. September 1916 in Berlin) war ein deutscher Bildhauer.

## Leben
Der Sohn eines Tischlers wuchs in ärmlichen Verhältnissen bei einer Bauernfamilie auf und machte nach seiner Konfirmation zunächst eine Ausbildung zum Schreiber. In dieser Tätigkeit soll in Husum Theodor Storm auf ihn aufmerksam geworden sein. Wohlmeinende Gönner ermöglichten ihm den Besuch der Kunstakademie in Dresden, wo er von 1873 bis 1883 Schüler von Johannes Schilling war. 1876 war er Mitarbeiter Schillings bei der Errichtung des Nationaldenkmals auf dem Niederwald. Sein erster Auftrag war 1877 das Reliefbildnis der fünfjährigen Tochter des Dresdner Architekten und Kunsthistorikers Richard Steche. Vermutlich stand er bereits in Dresden der aus Heide stammenden Lehrerin Minna Giebel nahe, die sich als Schriftstellerin einen Namen machte und am 13. Januar 1881 ein Gedicht über Tietjens schrieb. Ende 1882 schuf Tietjens in Kiel mehrere Porträts, darunter die Büste des Chirurgen Friedrich von Esmarch, dessen Frau Prinzessin Henriette von Schleswig-Holstein und dessen gemeinsamen Sohnes, sowie eine Büste des Dichters Klaus Groth. Mit Hilfe Groths hoffte er vergebens auf den Auftrag für ein Denkmal seines Landsmanns Friedrich Hebbel in Wesselburen. Seit 1884 war er in Berlin ansässig, wo er von 1886 bis 1892 an den Großen Berliner Kunstausstellungen beteiligt war. Da er in Berlin auf Dauer keinen festen Fuß fassen konnte, kehrte er nach Kiel zurück. Hier zeigten sich 1892 während der Entstehung eines Reliefbildnisses von Klaus Groth erste Anzeichen einer unheilbaren Geisteskrankheit. Tietjens begann zu vagabundieren und verbrachte den Rest seines Lebens in der Heilanstalt Dalldorf bei Berlin. Zu den Kriegsverlusten der Kunsthalle zu Kiel gehören „Der Frühling“ (Gips), Büste der Baronin Heintze (Gips), Büste Graf Waldersee (Gips), Kindergruppe (Gips).

## Werke
- Porträtrelief der Mutter Anna Margaretha Tietjens geb. Jarck. Dithmarscher Landesmuseum, Meldorf
- Reliefbildnis Elisabeth Steche, 1877
- Bildnis eines kleinen Mädchen, Gipsrelief. Königl. Kunstausstellung Dresden 1879
- Büste eines jungen Mädchens, Marmor. Kunstsammlungen der Veste Coburg, Inv.-Nr. Pl.165
- Porträtrelief für das Grabmal Herzog Friedrich VIII. von Schleswig Holstein, um 1882, Marmor, ehemals Kirche von Primkenau
- „Frühling“ Zweidrittel lebensgroße Statuette, Königl. Kunstausstellung Dresden 1883, ehemals Kunsthalle zu Kiel
- Büste Friedrich Esmarch und dessen Sohn, 1883
- Büste Klaus Groth, 1883, Gips. Dithmarscher Landesmuseum und Klaus-Groth-Museum Heide
- Prinzessin Henriette von Schleswig-Holstein, 1889 im Besitz des Ehemanns Friedrich von Esmarch
- Prinz Adalbert von Preußen, 1891 im Besitz von Kaiserin Auguste Viktoria
- Büste Nanny Peters, Dithmarscher Landesmuseum, Meldorf
- Reliefbildnis Klaus Groth, Gips 1892